# Borges y la matemática

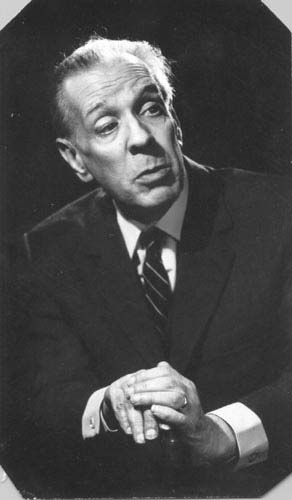
Borges en 1976.

Borges y la matemática es una obra ensayística del matemático y escritor argentino Guillermo Martínez, publicada por la editorial Seix Barral en 2006. Este libro constituye un análisis exhaustivo de la profunda relación entre la obra literaria de Jorge Luis Borges y los conceptos más sofisticados de la matemática moderna, demostrando cómo el escritor argentino incorporó de manera magistral ideas matemáticas complejas en su universo narrativo.

## Conceptos matemáticos en la obra borgeana
La investigación de Martínez revela que diversas ideas fundamentales de la matemática moderna se encuentran entretejidas en la producción literaria de Borges, incluyendo conceptos como la teoría de conjuntos, recursión, la teoría de caos, y sucesión matemática infinita. Sin embargo, el vínculo más sólido y recurrente que Borges estableció con las matemáticas se manifiesta a través de su fascinación por la teoría de conjuntos infinitos desarrollada por el matemático alemán Georg Cantor.

### La influencia de Georg Cantor
La conexión entre Borges y las ideas cantorianas trasciende la mera referencia casual. El título del célebre cuento El Aleph constituye una alusión directa al uso que Cantor hizo de la letra hebrea álef (ℵ) para denotar la cardinalidad de conjuntos transfinitos. Esta elección no es fortuita: el Aleph borgeano, como punto que contiene todos los puntos del universo, refleja la concepción matemática de los números transfinitos como magnitudes que contienen infinitudes dentro de sí mismas.

## Cuentos paradigmáticos
Algunos de los relatos más emblemáticos de Borges ilustran de manera brillante su empleo consciente de conceptos matemáticos:

### La biblioteca de Babel
La biblioteca de Babel presenta una estructura combinatoria que explora las posibilidades finitas e infinitas de los símbolos y su organización, anticipando nociones de la teoría de la información y la complejidad algorítmica.

### El jardín de senderos que se bifurcan
El jardín de senderos que se bifurcan desarrolla una concepción laberíntica del tiempo que prefigura ideas de la teoría del caos y los sistemas dinámicos, donde pequeñas variaciones pueden generar realidades completamente divergentes.

### El Aleph
El Aleph funciona como una metáfora literaria de los conjuntos infinitos y la paradoja de contener lo infinito en lo finito.

### El acercamiento a Almotásim
El acercamiento a Almotásim juega con conceptos de convergencia matemática y límites, donde la búsqueda del personaje titular representa una aproximación asintótica a un ideal inalcanzable.

## La integración de lo matemático en lo literario
Como señala Martínez en su análisis: 

La matemática se desliza en los textos de Borges dentro de un contexto de referencias filosóficas y literarias

. Esta observación es crucial para entender el método borgeano: las ideas matemáticas no aparecen como elementos técnicos aislados, sino que se integran orgánicamente en una red de referencias que abarca la filosofía, la teología, la literatura universal y la especulación metafísica.

## Formación matemática de Borges
Según la investigación de Martínez, Borges poseía conocimientos matemáticos equivalentes a los cursos iniciales de álgebra y análisis matemático de nivel universitario. Su formación abarcaba áreas como la lógica formal, las paradojas matemáticas, el concepto de infinitud, elementos de topología y teoría de la probabilidad. Más significativamente, el autor argentino estaba al corriente de los debates contemporáneos sobre los fundamentos de las matemáticas, particularmente las controversias surgidas a principios del siglo XX en torno a la crisis de los fundamentos.
Esta formación se evidencia en la sofisticación con que Borges maneja conceptos como las paradojas de Russell, los teoremas de incompletitud de Gödel, y las implicaciones filosóficas de los números transfinitos. Su conocimiento no era meramente superficial, sino que demostraba una comprensión genuina de las implicaciones conceptuales y filosóficas de estos desarrollos matemáticos.

## La confesión del autor
En su ensayo Avatares de la tortuga, Borges ofrece una reveladora confesión sobre sus ambiciones intelectuales: 

Cinco, siete años de aprendizaje metafísico, teológico, matemático, me capacitarían (tal vez), para planificar decorosamente ese libro

Esta declaración no solo revela la modestia característica del autor, sino también su reconocimiento de que las matemáticas constituían uno de los pilares fundamentales para la construcción de su proyecto literario.

## Significado e impacto
El trabajo de Guillermo Martínez trasciende el análisis literario convencional para establecer un puente genuino entre dos culturas tradicionalmente separadas: la científica y la humanística. Su investigación demuestra que la obra de Borges no solo anticipó desarrollos conceptuales posteriores en matemáticas y física teórica, sino que ofreció una síntesis única entre el rigor del pensamiento matemático y la belleza de la expresión literaria.
La importancia de Borges y la matemática radica en su capacidad para revelar las estructuras profundas del pensamiento borgeano, mostrando cómo un escritor pudo integrar los desarrollos más abstractos del conocimiento matemático en narraciones que mantienen su poder evocativo y su belleza literaria. En este sentido, la obra de Martínez no solo ilumina la genialidad de Borges, sino que también sugiere nuevas posibilidades para el diálogo entre ciencia y literatura en el siglo XXI.